# Jason A. Staples
Jason A. Staples (geb. 1982) ist ein US-amerikanischer Religionswissenschaftler, Bibelwissenschaftler und Dozent an der North Carolina State University. Er ist spezialisiert auf das antike Judentum, das frühe Christentum und die Konstruktion kollektiver Identitäten, insbesondere in Bezug auf den Begriff Volk Israel bzw. Israeliten. Staples publiziert regelmäßig in renommierten Fachzeitschriften und genießt in Fachkreisen wachsende Bekanntheit und Anerkennung, insbesondere für seine Deutung des Begriffs Israel bzw. Israeliten. Zentrales Anliegen seiner Forschung ist die differenzierte Verwendung des Begriffs statt gleichbedeutend mit Judentum bzw. Juden.

## Leben
Staples promovierte an der University of North Carolina im Fach Religionswissenschaft mit einer Arbeit zur Entwicklung des Israel-Begriffs in der Literatur des Zweiten Tempels. Seitdem lehrt er an der North Carolina State University mit Schwerpunkt auf Bibelwissenschaften, antikem Judentum und frühchristlicher Literatur.
Staples ist auch als Sportjournalist und Podcaster aktiv. Er arbeitet als Football-Analyst für Inside Carolina, eine Website mit Schwerpunkt auf Hochschulsport der University of North Carolina, wobei er sich als ehemaliger Spieler und Trainer in die Berichterstattung einbringt. Dazu gehören Spielanalysen anhand von Videomaterial, Vor- und Nachberichte während der Saison sowie Scouting-Profile von Teammitgliedern in der Off-Season.
Staples betreibt eine Website, auf der er Beiträge und Analysen zu theologischen und sportlichen Themen veröffentlicht, die auch Aspekte der Popkultur und modernen Medien umfassen.

## Forschung
Staples’ Forschung konzentriert sich auf die Rolle von Israel als kollektive Identität in der Zeit des Zweiten Tempels sowie in der Theologie des Paulus. Er argumentiert, dass der Begriff Israel im antiken Judentum und im Neuen Testament häufig nicht synonym mit Judentum oder Juden verwendet wird, sondern eine größere Gemeinschaft meint. Er zeigt, dass viele jüdische Schriften (z. B. Qumran, 4. Esra) die Wiederherstellung Israels als das gesamte zwölfstämmige Volk erwarten und nicht nur Juda. Seine Interpretation versteht die paulinische Heidenmission als Wiederherstellung Israels statt als Ersatz oder Bruch.
Staples verwendet den Begriff Israeliten im differenzierten, historisch-kritischen Sinn als Sammelbezeichnung für das ganze antike Volk Israel. Seine These: Das antike Judentum verstand sich nicht nur als Juden, sondern als ein Teil der Israeliten, mit dem Ziel einer zukünftigen Wiederherstellung des ganzen Volkes Israel. Demnach bezeichnet der Begriff Israeliten zur Zeit des Zweiten Tempels nicht nur Juden (aus dem Stamm Juda oder dem Südreich Juda oder dem späteren Judäa), sondern eine größere, verstreute, kollektive Identität inklusive der sogenannten Verlorenen Stämme des Nordreichs. Er zeigt, dass der Begriff in der Antike nicht fest, sondern umkämpft war: Verschiedene Gruppen (z. B. Judäer, Samariter, Diaspora-Israeliten) reklamierten ihn für sich, teilweise auch in Abgrenzung zueinander, oft mit eschatologischer Perspektive („Wer wird am Ende Israel sein?“).
Seine Arbeit versteht sich als historische und textbasierte Analyse, nicht als Beitrag zu Identitätsfragen der Gegenwart. Er macht bewusst keine Aussagen darüber, wer heute als Israelit gelten könne – weder moderne Juden, noch Samariter, Exilanten, Gruppen wie die Black Hebrew Israelites oder bestimmte Christen wie die messianischen Juden. Staples geht auf heutige Gruppen nur ein, um ihre Begriffsverwendung auf kritisch-historische Weise im theologischen Kontext der Antike einzuordnen. Er macht keine legitimatorischen Aussagen über ihre Selbstbezeichnungen und vermeidet ideologische oder politische Wertungen.

## Publikationen
Monografien
- The Idea of Israel in Second Temple Judaism: A New Theory of People, Exile, and Israelite Identity. Cambridge University Press, 2021. ISBN 978-1-108-84286-0.
- Paul and the Resurrection of Israel. Cambridge University Press, 2024. ISBN 978-1-00-937676-1.

Artikel
Staples hat Beiträge in zahlreichen Fachzeitschriften veröffentlicht, darunter:
- Zeitschrift für die neutestamentliche Wissenschaft
- Harvard Theological Review
- Journal of Biblical Literature
- Catholic Biblical Quarterly
- Journal for the Study of the New Testament
- New Testament Studies
- Religious Studies Review

## Rezeption
Staples Monografie The Idea of Israel in Second Temple Judaism wurde in Fachrezensionen als bahnbrechend bezeichnet und gilt als wichtiger Beitrag zur Debatte um die Israel-Konzepte in frühjüdischer Literatur. Seine Sichtweise wird als Revision bisheriger Gleichsetzungen von „Israel“ und „Judentum“ gewertet und trägt zur Neudeutung neutestamentlicher Passagen bei, etwa in den Paulusbriefen.